# Kantatie 46
La Kantatie 46 (in svedese Stamväg 46) è una strada principale finlandese. Ha inizio a Kouvola e si dirige verso sud-est, dove si conclude dopo 61 km nei pressi del Heinola.

## Percorso
La Kantatie 46 attraversa, oltre i comuni di partenza e di arrivo, il solo comune di Jaala.

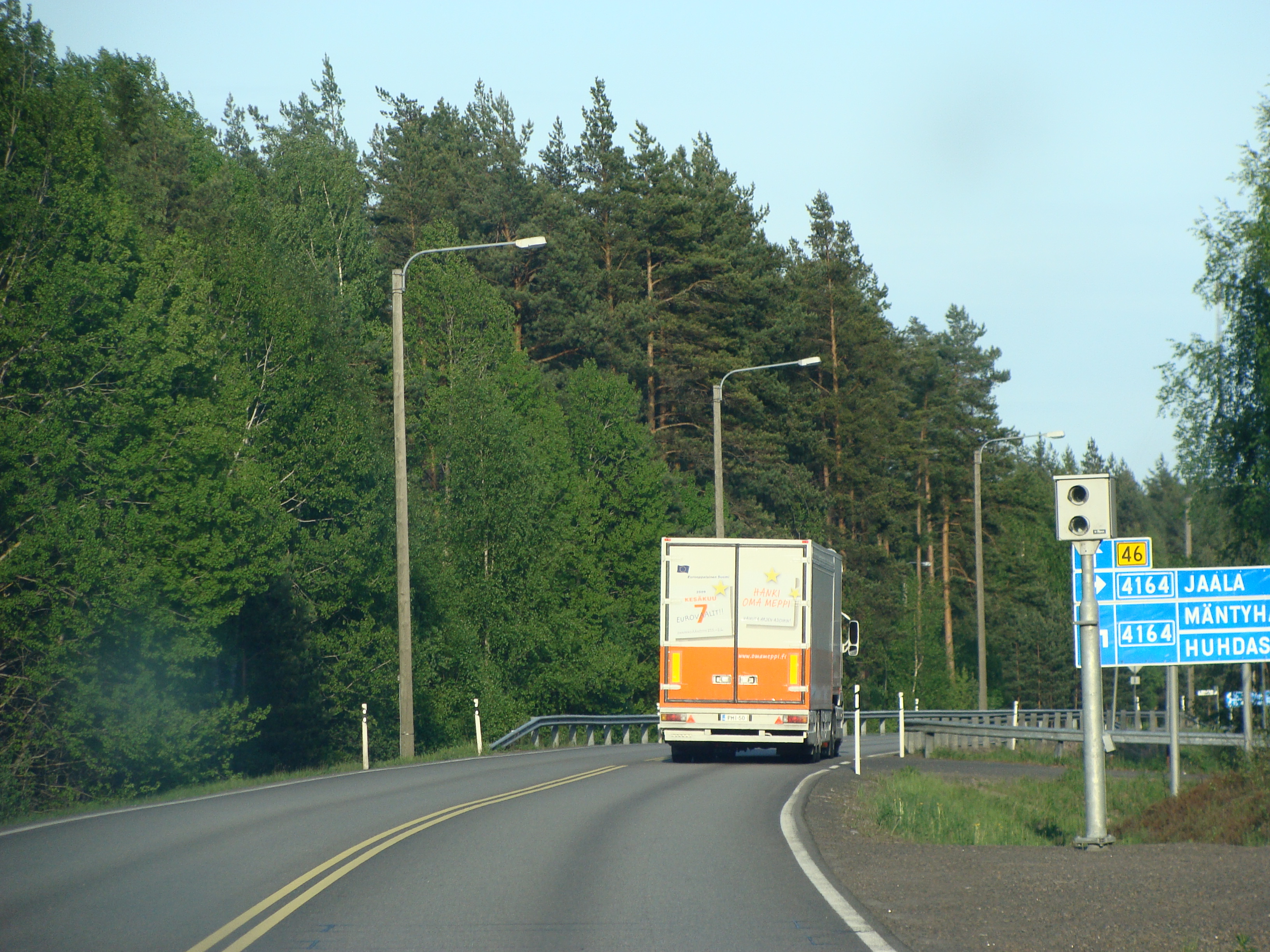
La Kantatie 46 a Jaala